# Parco nazionale della Meščëra
Il parco nazionale della Meščëra (in russo Национальный парк «Мещёра», Nacional'nyj park «Meščëra») è un'area protetta della Russia che copre una vasta distesa di zone umide (paludi, torbiere, fiumi e laghi) e boschi di pini e larici nella pianura della Meščëra, una regione del bassopiano sarmatico situata nell'oblast' di Vladimir, circa 120 km a est di Mosca. Le zone umide danno sostentamento a una ricca biodiversità vegetale e animale. Nel medioevo l'area era abitata dalla tribù dei Meščëra, dai quali ha preso il nome. Il parco nazionale della Meščëra («Мещёра») non va confuso con il parco nazionale Meščërskij («Мещёрский»), situato poco più a sud del confine, nell'oblast' di Rjazan'. Il parco nazionale della Meščëra è situato interamente nel bacino idrografico dell'Oka. Un lato del parco confina con l'oblast' di Mosca. Circa il 39% del territorio del parco viene sfruttato per scopi agricoli e amministrato dalle comunità locali.

## Geografia
La Meščëra è situata in un'antica valle alluvionale pianeggiante formatasi durante il periodo quaternario, quando i ghiacciai dell'Oka e del Dnepr (e il ghiacciaio di Mosca al margine nord-occidentale del parco) si ritirarono, lasciando una copertura fluvioglaciali. Oggi, i fiumi principali - il Buža e il Pol' - si dirigono verso l'Oka attraversando le pianure alluvionali con un corso lento e tortuoso. L'altitudine del terreno del parco varia di appena 35 metri - da 115 a 150 metri. I punti più alti sono in corrispondenza delle morene lasciate dai ghiacciai. Le zone umide vengono inondate in primavera e si restringono durante la stagione estiva.
Circa il 70% del parco è costituito da zone umide, compresi 24000 ettari di torbiere. Di questi, circa 12000 ettari sono rappresentati da torbiere prosciugate, dove in passato veniva estratta la torba. La zona in questione è particolarmente vulnerabile agli incendi.

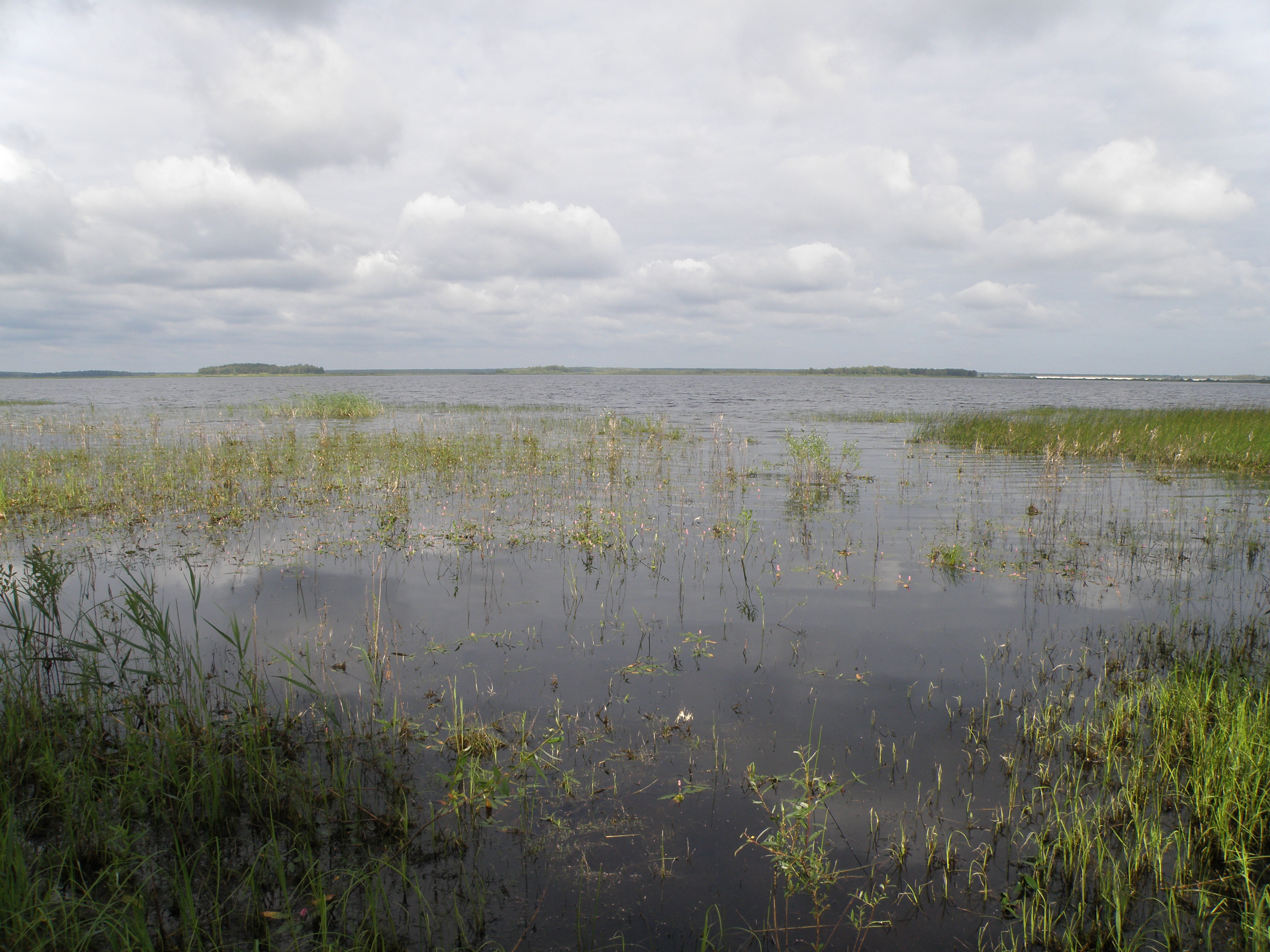
Il «lago santo» visto dalla sponda orientale
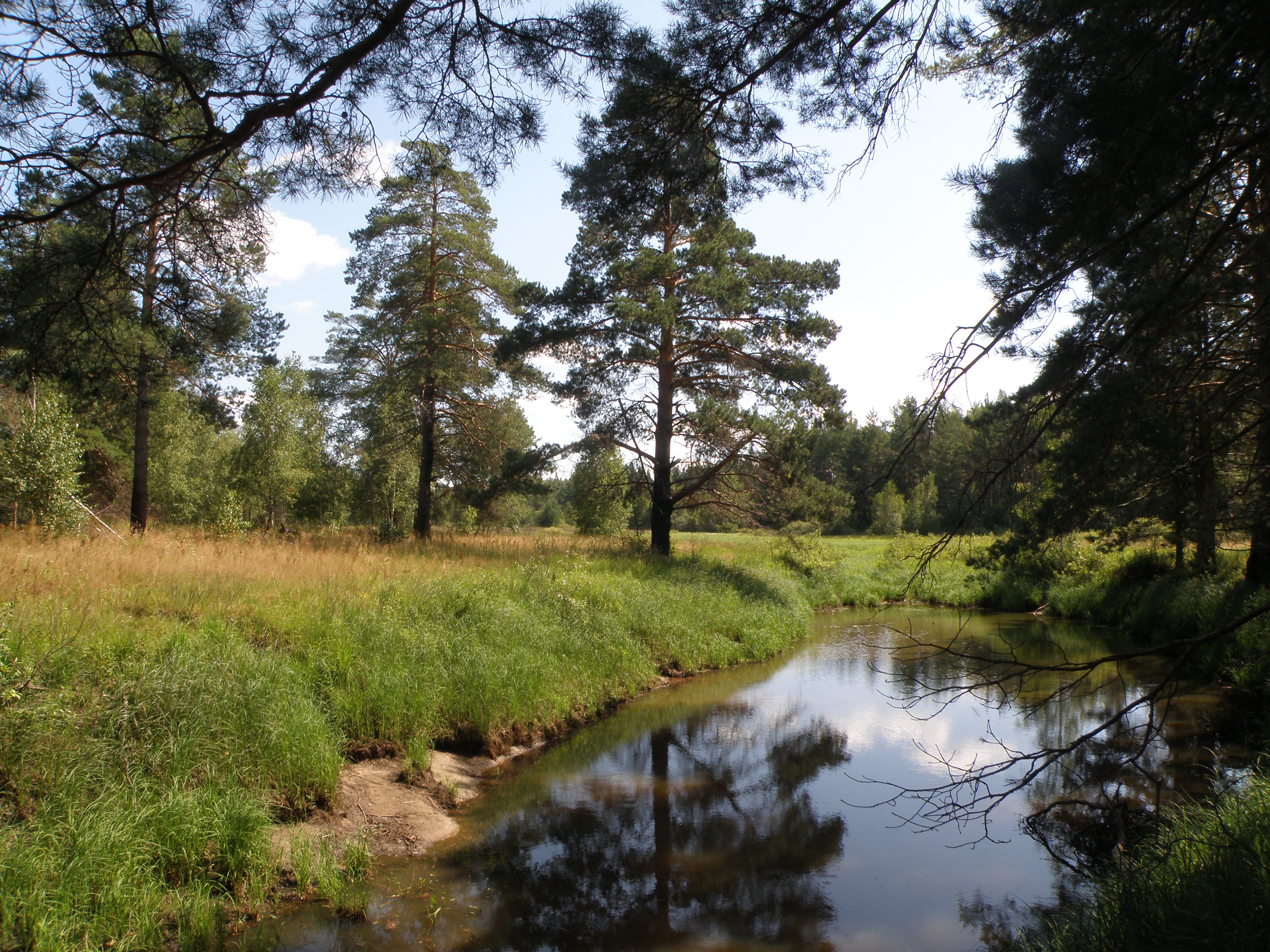
Il fiume Buža
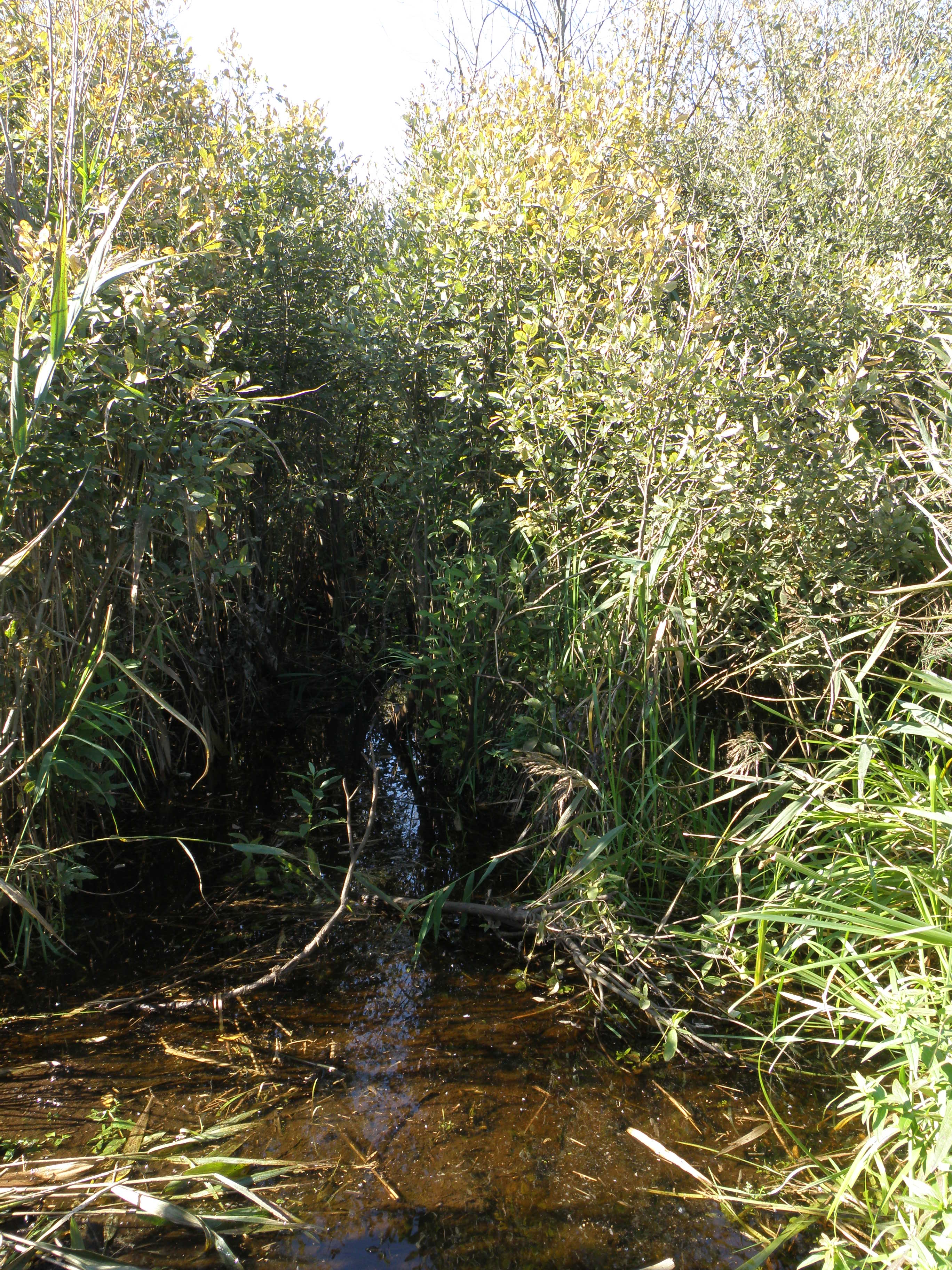
Il fiume Pol'

## Clima
Il parco si trova nell'ecoregione delle foreste miste sarmatiche, una fascia di foreste miste temperate che si estende dalla Norvegia ai monti Urali. Il clima della Meščëra è continentale umido (Dfb secondo la classificazione dei climi di Köppen), caratterizzato da quattro stagioni distinte, una forte escursione termica tra inverno ed estate, lunghi inverni ed estati brevi, calde e piovose. La temperatura media oscilla tra i -11 °C di gennaio e i 23 °C di luglio. La regione riceve in media 400 mm annui di pioggia.
| Carta climatica della città di Vladimir | Mesi | Mesi | Mesi | Mesi | Mesi | Mesi | Mesi | Mesi | Mesi | Mesi | Mesi | Mesi | Stagioni | Stagioni | Stagioni | Stagioni | Anno |
| Carta climatica della città di Vladimir | Gen  | Feb  | Mar  | Apr  | Mag  | Giu  | Lug  | Ago  | Set  | Ott  | Nov  | Dic  | Inv      | Pri      | Est      | Aut      | Anno |
| --------------------------------------- | ---- | ---- | ---- | ---- | ---- | ---- | ---- | ---- | ---- | ---- | ---- | ---- | -------- | -------- | -------- | -------- | ---- |
| T. max. media (°C)                      | −5   | −5   | 2    | 11   | 17   | 21   | 23   | 21   | 15   | 8    | −1   | −4   | −4,7     | 10       | 21,7     | 7,3      | 8,6  |
| T. min. media (°C)                      | −11  | −11  | −6   | 2    | 7    | 12   | 14   | 12   | 7    | 1    | −4   | −9   | −10,3    | 1        | 12,7     | 1,3      | 1,2  |
| Precipitazioni (mm)                     | 33   | 20   | 20   | 28   | 28   | 56   | 43   | 56   | 33   | 48   | 36   | 30   | 83       | 76       | 155      | 117      | 431  |

## Flora

Mappa della Meščëra.

La Meščëra è costituita da un misto di habitat umidi e secchi. I pini tendono a crescere sulle colline e sui crinali più secchi e sabbiosi. A causa dei disboscamenti e degli incendi passati, i boschi di pini ultracentenari sono estremamente frammentati. Alcune piccole aree di bosco di latifoglie (prevalentemente di querce) si trovano nell'angolo sud-orientale. Il resto delle aree boschive è formato da alberi a foglia piccola - betulle, aceri e ontani. Nelle zone non ricoperte da boschi crescono specie proprie dei prati, delle pianure alluvionali e delle paludi. Originariamente, un quarto del territorio oggi compreso nel parco era formato da torbiere, ma dopo lo sfruttamento economico della torba tale superficie si è molto più ridotta. Nelle torbiere rimanenti crescono prati di muschio ricoperti da canne e carici.
Nel parco sono state censite complessivamente 872 specie di piante vascolari (comprese 61 specie di muschi), 166 di licheni, 24 di funghi e varie specie di altro tipo.

## Fauna
Le zone umide costituiscono un habitat importante per i pesci e altre specie acquatiche. Nella Meščëra vi sono 60 laghi, che ospitano il luccio nordico, il pesce persico, il rutilo e il carassio. I castori sono comuni e si possono vedere mentre scavano tane e costruiscono dighe. Tra le creature acquatiche sono state censite 110 specie di insetti acquatici, 26 di pesci e 10 di anfibi. Anche gli uccelli sono molto numerosi nelle zone umide: ne sono state registrate 208 specie.

## Storia
In epoca medievale, l'area ospitava una tribù di Finnici del Volga, conosciuti come Meščëra. Erano pescatori, cacciatori e artigiani del bronzo; dal momento che le paludi delle pianure della Meščëra erano poco ospitali per i popoli che praticavano l'agricoltura (come gli slavi), che si trasferirono qui nell'XI-XII secolo, i Meščëra riuscirono a preservare la loro identità e la loro lingua fino ad un'epoca relativamente recente (probabilmente fino al XVI secolo).
Gli incendi che colpiscono le foreste e le torbiere sono una minaccia ricorrente per il parco della Meščëra. Gran parte del parco è piuttosto secca durante l'estate e le zone con un substrato di torba - un combustibile naturale - bruciano con facilità. Per affrontare il problema, lo staff del parco sta cercando di incrementare la quantità d'acqua nell'area protetta e promuovendo l'utilizzo di attrezzature e tecniche antincendio moderne. Il rapporto della Russia sulle zone umide Ramsar ha stabilito nel 2015 che «il parco nazionale della Meščëra (nelle vicinanze del sito Ramsar delle Pianure alluvionali dei fiumi Oka e Pra) ha implementato un programma di ripristino a lungo termine delle torbiere dal 2003. Oltre 6000 ettari di torbiere degradate sono state nuovamente rese umide entro il 2015».

## Turismo
Quello della Meščëra è un parco deputato alla ricreazione familiare e all'ecoturismo. Essendo così vicino a Mosca, ci sono molte agenzie turistiche che organizzano tour e gestiscono ostelli e servizi. Inoltre, per i campeggiatori, il parco non dispone solo di campeggi, ma mette a disposizione anche cuochi, istruttori e guide - e il noleggio di tende, attrezzature da cucina e sacchi a pelo. Per esplorare le acque, il parco mette a noleggio gommoni o barche a motore.